# Symfonie nr. 4 (Loksjin)
Alexander Loksjin componeerde zijn Symfonie nr. 4 in 1968. De ondertitel van deze compositie luidt Sinfonia Stretta.
Deze 4e symfonie is de enige puur instrumentale symfonie van de componist. Alle anderen zijn tevens toonzetting van literaire werken. De term stretta geeft de intensiteit weer. Niet alleen is het een symfonie (ontwikkelen van thema's), maar ook een Thema met Variaties en zelfs een Concerto Grosso (meerdere solopartijen). Daarnaast is de muziek ontdaan van alle bijzaken, zodat alleen het muzikale frame overblijft. Alhoewel dus een symfonie is de orkestratie zeer dun en wordt bijna alleen maar op de sterkte piano gespeeld. Pas in de eerste variatie komt het volledig orkest aan bod, daarna is het weer tijd voor reflectie. In variatie vijf zit ook nog een ingetogen uitbarsting en daarna is het stil.
Ook qua tijd is de compositie samengepakt; nauwelijks 17 minuten. Het is enigszins te vergelijken met de symfonie van Anton Webern, ook een componist gespecialiseerd in verstilde muziek. De muziek van Loksjin is wel tonaler dan die van Webern.

## Delen
1. Introductie;
2. Thema;
3. Variatie 1;
4. Variatie 2;
5. Variatie 3;
6. Variatie 4;
7. Variatie 5;
8. Variatie 6;
9. Conclusie.

## Bron
- Uitgave van BIS Records